# Victor Marie du Pont
Pour les articles homonymes, voir Du Pont (homonymie), Nemours (homonymie) et Famille du Pont de Nemours.
Victor Marie du Pont (1767-1827) est un diplomate français devenu homme politique et homme d'affaires américain.
Il fut, entre autres, consul de France à Charleston et Philadelphie (États-Unis), membre du Sénat de l'État du Delaware.
Il est le fils de Pierre Samuel du Pont de Nemours et le père de Samuel Francis Du Pont.

## Biographie
Après 1784, il assiste son père au Bureau de Commerce ce qui lui donne l'occasion de voyager à travers l'Europe. En 1788, il entame quatre années de travail avec le ministre français aux États-Unis à New York et à Philadelphie. Pendant ce temps, il correspond avec son père dans des lettres où il analyse la Constitution américaine et les perspectives de sa ratification. De retour à Paris en 1793, il se marie et regagne bientôt les Etats-Unis, cette fois comme Consul de France à Charleston, Caroline du Sud. Il y demeure jusqu'en 1797, date à laquelle il est nommé consul général de France à Philadelphie, mais se voyant refuser la reconnaissance par le président John Adams, il revient en France.
Pendant les deux années qui suivent, Victor du Pont aide son père à préparer l'immigration de sa famille aux Etats-Unis. Naviguant sur l'American Eagle, ils arrivent à Newport, Rhode Island, le 1er janvier 1800. De là, le père, deux frères, des femmes et des enfants s'installent à Goodstay, maison achetée pour eux à Bergen Point, New Jersey. De nombreuses idées pour les futures entreprises du Pont ont été conçues au cours de l'année à venir à Goodstay, y compris celle de son frère, Eleuthère, qui inaugure une entreprise de poudre à canon. Victor et son frère retournent en France pendant un an en 1801 pour y chercher des investisseurs. De retour à New York, il fonde une société commerciale, Victor du Pont de Nemours & Co. et agit comme agent de Louis-André Pichon, Consul général de France et chargé d'affaires, approvisionnant les troupes françaises qui cherchent à réprimer la rébellion qui se poursuit à Saint-Domingue. Cette entreprise est menacée de faillite en 1808, car ses nombreuses avances, y compris celles au gouvernement français, n'ont pas été remboursées. Victor s'essayent à l'agriculture et au commerce dans la vallée de la Genesee River, dans l'ouest de New York.
En 1811, il déménage avec sa famille dans le Delaware et s'installe à Louviers sur le Brandywine Creek, en face des Eleutherian Mills de son frère. Il a créé une filature de laine pour fabriquer des tissus de coton. L'associé d'Eleuthère, Pierre Bauduy et son beau-fils, Ferdinand Bauduy, se joignent à l'entreprise en 1813, qui prend le nom de Du Pont, Bauduy & Co. Peu après son arrivée au Delaware, Victor du Pont est élu à l'un des sièges du comté de New Castle à la Chambre de l'État pour les sessions de 1815, 1816 et 1817, puis au Sénat pour les sessions de 1821, 1822 et 1823.